# Beauvoir-sur-Mer
Beauvoir-sur-Mer é uma comuna francesa na região administrativa da Pays de la Loire, no departamento de Vendéia. Estende-se por uma área de 35,19 km². Em 2010 a comuna tinha 3 943 habitantes (densidade: 112 hab./km²).